# 26 tháng 1
Ngày 26 tháng 1 là thứ 26 vào năm nào theo lịch Gregory. Còn 339 ngày lại (340 ngày trong năm nhuận).

## Sự kiện
- 1564 – Công đồng Trentô đưa ra quyết định của mình tại Tridentinum, thiết lập nên sự phân biệt giữa Giáo hội Công giáo Rôma và Tin Lành.
- 1700 – Một trận động đất mạnh xảy ra ở bờ biển phía tây của Bắc Mỹ, được ghi chép trong các thư tịch Nhật Bản.
- 1736 – Quốc vương Ba Lan-Đại công Litva Stanisław Leszczyński thoái vị lần thứ nhì, song được đền bù Công quốc Lorraine và Bar.
- 1788 – Một hạm đội của Anh Quốc dưới quyền Arthur Phillip đổ bộ lên Port Jackson nay thuộc Sydney, sau đó thiết lập khu định cư vĩnh cửu đầu tiên của người châu Âu tại lục địa Úc.
- 1790 – Vở Opera Così fan tutte của Wolfgang Mozart được trình diễn lần đầu tiên tại kịch viện Burg tại Wien, Áo.
- 1802 – Tổng thống Hoa Kỳ Thomas Jefferson ký ban hành đạo luật đầu tiên về thiết lập cơ cấu Thư viện Quốc hội.
- 1837 – Michigan được nhận làm tiểu bang thứ 26 của Hoa Kỳ.
- 1905 – Viên kim cương thô lớn nhất thế giới cho đến nay được tìm thấy gần thành phố Pretoria tại Nam Phi.
- 1924 – Năm ngày sau khi Lenin qua đời, Ủy ban Trung ương Đảng Cộng sản Liên Xô quyết định đổi tên thành phố Petrograd thành Leningrad.
- 1980 – Israel và Ai Cập thiết lập quan hệ ngoại giao, Ai Cập trước đó bị đình chỉ tư cách thành viên của Liên đoàn Ả Rập.
- 1992 – Tổng thống Nga Boris Nikolayevich Yeltsin tuyên bố rằng Nga sẽ chấm dứt việc đặt các thành phố của Hoa Kỳ là mục tiêu tấn công bằng vũ khí hạt nhân.
- 2001 – Sau khi cha là Tổng thống Laurent-Desire Kabila bị ám sát, Joseph Kabila chính thức nhậm chức Tổng thống Cộng hòa Dân chủ Congo.
- 2005 – Condoleezza Rice bắt đầu nhiệm kỳ Bộ trưởng Ngoại giao thứ 66 của Hoa Kỳ, bà là người Mỹ gốc Phi và phụ nữ thứ hai phục vụ chính phủ trong chức vụ này.

## Sinh
- 183 – Chân phu nhân, chính thất của Ngụy Văn Đế Tào Phi, tức ngày Đinh Dậu (15) tháng 12 năm Nhâm Tuất (m. 221)
- 524 – Triệu Việt Vương, vua nhà Tiền lý, tức ngày 6 tháng 1 năm Giáp Thìn (m. 571)
- 1504 – Nguyễn Thái Bạt, quan viên triều Lê, tức ngày 10 tháng 1 năm Giáp Tý (m. 1527)
- 1763 – Karl XIV Johan, quốc vương của Thụy Điển và Na Uy (m. 1844)
- 1857 – Đạt-lại Lạt-ma thứ 12 (m. 1875)
- 1880 – Douglas MacArthur, tướng lĩnh người Mỹ (m. 1964)
- 1908 – Stéphane Grappelli, nghệ sĩ piano người Pháp (m. 1997)
- 1911 – Polykarp Kusch, nhà vật lý học người Đức-Mỹ, đoạt giải Nobel (m. 1993)
- 1918 – Nicolae Ceauşescu, chính trị gia người Romania, chủ tịch nước Romania (m. 1989)
- 1921 – Morita Akio, doanh nhân người Nhật Bản, đồng sáng lập Sony (m. 1999)
- 1924 – Lưu Vĩnh Châu, quân nhân người Việt Nam (m. 2011)
- 1925 – Paul Newman, diễn viên, đạo diễn, doanh nhân người Mỹ (m. 2008)
- 1929 – Nguyễn Bảo Trị, tướng lĩnh Quân lực Việt Nam Cộng hòa
- 1937 – Joseph Saidu Momoh, tổng thống Sierra Leone (m. 2003)[1]
- 1953 – Anders Fogh Rasmussen, chính trị gia người Đan Mạch, tổng thư ký của NATO
- 1958 – Ellen DeGeneres, diễn viên, dẫn chương trình truyền hình người Mỹ
- 1961
  - Huỳnh Uy Dũng, doanh nhân người Việt Nam
  - Wayne Gretzky ("Great One"), vận động viên khúc côn cầu Canada
- 1963 – José Mourinho, huấn luyện viên bóng đá người Bồ Đào Nha
- 1966 – Tom Henning Øvrebø, trọng tài bóng đá Na Uy
- 1971 – Nguyễn Phương Hằng, doanh nhân người Canada gốc Việt
- 1976 – Hitomi, ca sĩ và diễn viên người Nhật Bản
- 1978 – Nastja Čeh, cầu thủ bóng đá người Slovenia
- 1986 – Kim Jaejoong, ca sĩ và diễn viên người Hàn Quốc (JYJ và TVXQ)
- 1987
  - Sebastian Giovinco, cầu thủ bóng đá Ý
  - Gojko Kačar, cầu thủ bóng đá Serbia  2004 - Seol Yoona (Sullyoon), nữ ca sĩ Hàn Quốc (NMIXX
- 1998
  - Moonbin, ca sĩ và diễn viên người Hàn Quốc, thành viên nhóm nhạc Astro (m.2023)
  - Jung Chan-woo, ca sĩ và diễn viên người Hàn Quốc, thành viên nhóm nhạc iKON

## Mất
- 1795 – Johann Bach, nhà soạn nhạc người Đức (s. 1732)
- 1823 – Edward Jenner, thầy thuốc người Anh Quốc (s. 1749)
- 1824 – Théodore Géricault, họa sĩ người Pháp (s. 1791)
- 1873 – Amélie, hoàng hậu của Brasil (s. 1812)
- 1885 – Charles Gordon, tướng lĩnh người Anh Quốc (s. 1833)
- 1891 – Nikolaus Otto, kỹ sư người Đức, phát minh động cơ đốt trong (s. 1833)
- 1925 – Robert Loeb, tướng lĩnh Phổ (s. 1853)
- 1943 – Nikolai Vavilov, nhà thực vật học người Nga (s. 1887)
- 1947 – Gustaf Adolf, thành viên vương thất Thụy Điển (s. 1906)
- 1949 – Peter Marshall, nhà thuyết giáo người Anh Quốc-Mỹ (s. 1902)
- 1952 – Khorloogiin Choibalsan, sĩ quan và nguyên thủ quốc gia Mông Cổ (s. 1895)
- 1962 – Lucky Luciano, mafia người Mỹ (s. 1897)
- 1979 – Pyotr Gavrilov, sĩ quan người Liên Xô (s. 1900)
- 2000 – Don Budge, vận động viên quần vợt người Mỹ (s. 1915)
- 2003 – Nông Thị Trưng, nhà hoạt động người Việt Nam (s. 1920)
- 2005 – Nguyễn Thị Manh Manh, thi nhân người Việt Nam-Pháp (s. 1914)
- 2011 – Quốc Trường, nhạc sĩ người Việt Nam (s. 1952)
- 2020 – Kobe Bryant (s. 1978)

## Ngày lễ và kỷ niệm
Ngày Lễ Cộng hoà tại Ấn Độ